# Zamoszje (rejon łokniański)
Zamoszje (ros. Замошье) – wieś (ros. деревня, trb. dieriewnia) w zachodniej Rosji, w wołoscie Samołukowskaja (osiedle wiejskie) rejonu łokniańskiego w obwodzie pskowskim.

## Geografia
Miejscowość położona jest 13,5 km od centrum administracyjnego osiedla wiejskiego (Baszowo), 17,5 km od centrum administracyjnego rejonu (Łoknia), 182 km od stolicy obwodu (Psków).

## Demografia
W 2010 r. miejscowość nie posiadała mieszkańców.